# لامبرت هامل
لامبرت هامل (بالألمانية: Lambert Hamel)‏ (و. 1940  م) هو مؤدي أصوات، وممثل مسرحي، وممثل أفلام، وممثل تلفزي ألماني، ولد في لودفيغسهافن.

## جوائز
حصل على جوائز منها:

وسام الصليب من رتبة استحقاق من جمهورية ألمانيا الاتحادية

## وصلات خارجية
- لامبرت هامل على موقع IMDb (الإنجليزية)
- لامبرت هامل على موقع مونزينجر (الألمانية)
- لامبرت هامل على موقع ألو سيني (الفرنسية)
- لامبرت هامل على موقع ميوزك برينز (الإنجليزية)
- لامبرت هامل على موقع أول موفي (الإنجليزية)
- لامبرت هامل على موقع قاعدة بيانات الأفلام السويدية (السويدية)
- لامبرت هامل على موقع ديسكوغز (الإنجليزية)
- لامبرت هامل على موقع قاعدة بيانات الفيلم (الإنجليزية)
- لامبرت هامل على موقع كينوبويسك (الروسية)